# Monumentul Drumarilor

Monumentul Drumarilor, înainte de a fi vopsit.

Monumentul Drumarilor este un monument înalt de aproape 7 metri, reprezentând o mână îndreptată spre înălțimile văzduhului, construit în anul 1969 pe Obcina Mare din Bucovina (județul Suceava) - la o altitudine de peste 1.000 metri. Monumentul se află pe partea stângă a drumului național Sadova-Rădăuți, în pasul Ciumârna, între localitățile Ciumârna și Sucevița. 

## Construcția monumentului
Monumentul a fost construit în anul 1969 în județul Suceava de către colectivul șantierului Suceava al Întreprinderii de construcții pentru transporturi (ICT) din Iași. 
În anul 1949 s-a început de către Sovromconstruct construcția Drumului Național 17 A pe tronsonul Sadova - Sucevița - Rădăuți, care traversează Obcina Feredeului și Obcina Mare, drum în lungime de peste 51 kilometri. În anul 1954, după desființarea Sovromurilor, execuția lucrării a fost continuată de către Întreprinderea de Construcții de Drumuri București, din care s-a desprins în anul 1956 Întreprinderea de Construcții pentru Transporturi (ICT) din Iași. 
Pe această porțiune de drum național s-au construit 19 poduri (în lungime totală de 630 m) și 180 de podețe din beton armat. Lucrările au fost finalizate în anul 1969 de către colectivul Șantierului Suceava al Întreprinderii de Construcții pentru Transporturi (ICT) din Iași. La execuția acestui drum au participat peste 1.600 de muncitori "drumari", care au lucrat în condiții grele de climă și relief, construind un drum modern .
Pentru a aminti trecătorilor de acestă victorie a omului asupra naturii și ca un omagiu adus realizatorilor DN Sadova-Rădăuți (proiectanți, executanți și beneficiari), conducerea Întreprinderii de construcții pentru transporturi (ICT) din Iași l-a însărcinat pe dr. ing.  Radu Andrei, pe atunci inginer stagiar la ICT Iași - Șantierul Suceava, să proiecteze și să execute un monument al drumarilor .

## Primul monument al drumurilor
După două luni de muncă intensă, constructorii au înălțat pe Obcina Mare (la o altitudine de peste 1.000 metri), primul monument simbol al drumurilor din întreaga țară, monument care domină astăzi peisajul natural plin de farmec al Bucovinei. 
Monumentul este construit din fier și beton armat, materiale de bază folosite în construcții. 
Monumentul Drumarilor este înalt de aproape 7 metri, reprezentând o mână - simbol al muncii, dar și al forței - îndreptată spre înălțimile văzduhului. În jurul mâinii șerpuiește, figurat un drum, având la capăt un pod. Originalul monument este împodobit cu basoreliefuri sugestive, care cuprind vechea stemă a Moldovei (cu capul de bour) și scene din lucrările rutiere specifice - montarea grinzilor la poduri, trasarea elementelor geometrice pe teren, lucrări de terasamente executate mecanizat. 
În mijlocul mâinii este amplasată o placă de marmură cu următoarea inscripție gravată: Construcția Drumului Național Sadova - Rădăuți s-a terminat în anul 1968 de către Șantierul de Drumuri Suceava din Întreprinderea Construcții-Transporturi Iași. Beneficiar Direcția Regională Drumuri și Poduri Iași. 
În anul 2006, din proprie inițiativă, S.C.C.F. Iași - Grup COLAS S.A. (noua denumire a ICT Iași) a realizat lucrările de reabilitare a Monumentului Drumarilor de pe Obcina Mare. Cu acest prilej, monumentul a fost vopsit, arătând astăzi ca un amalgam de culori.

## Fotogalerie

Monumentul Drumarilor
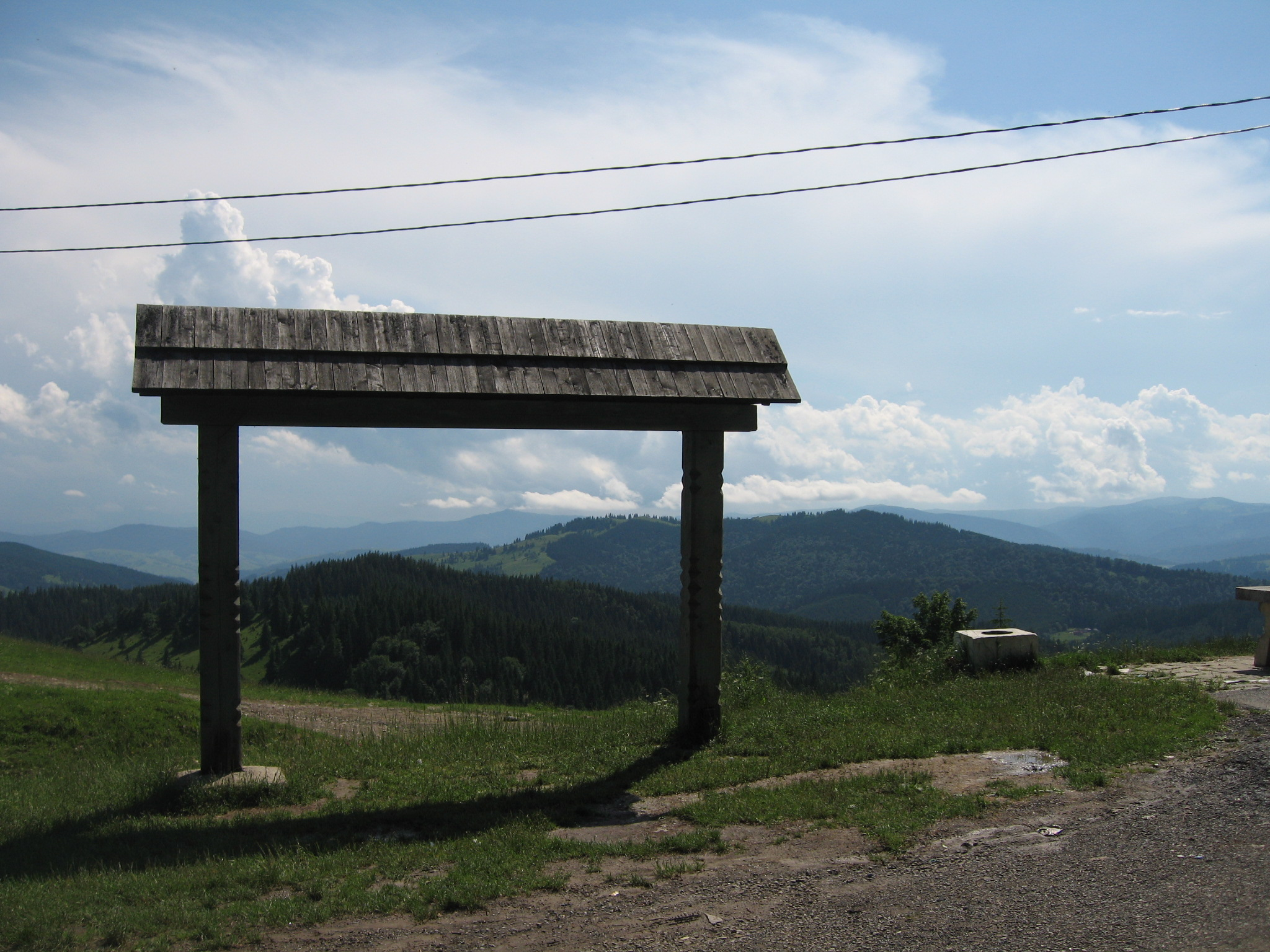
Monumentul Drumarilor
Monumentul Drumarilor
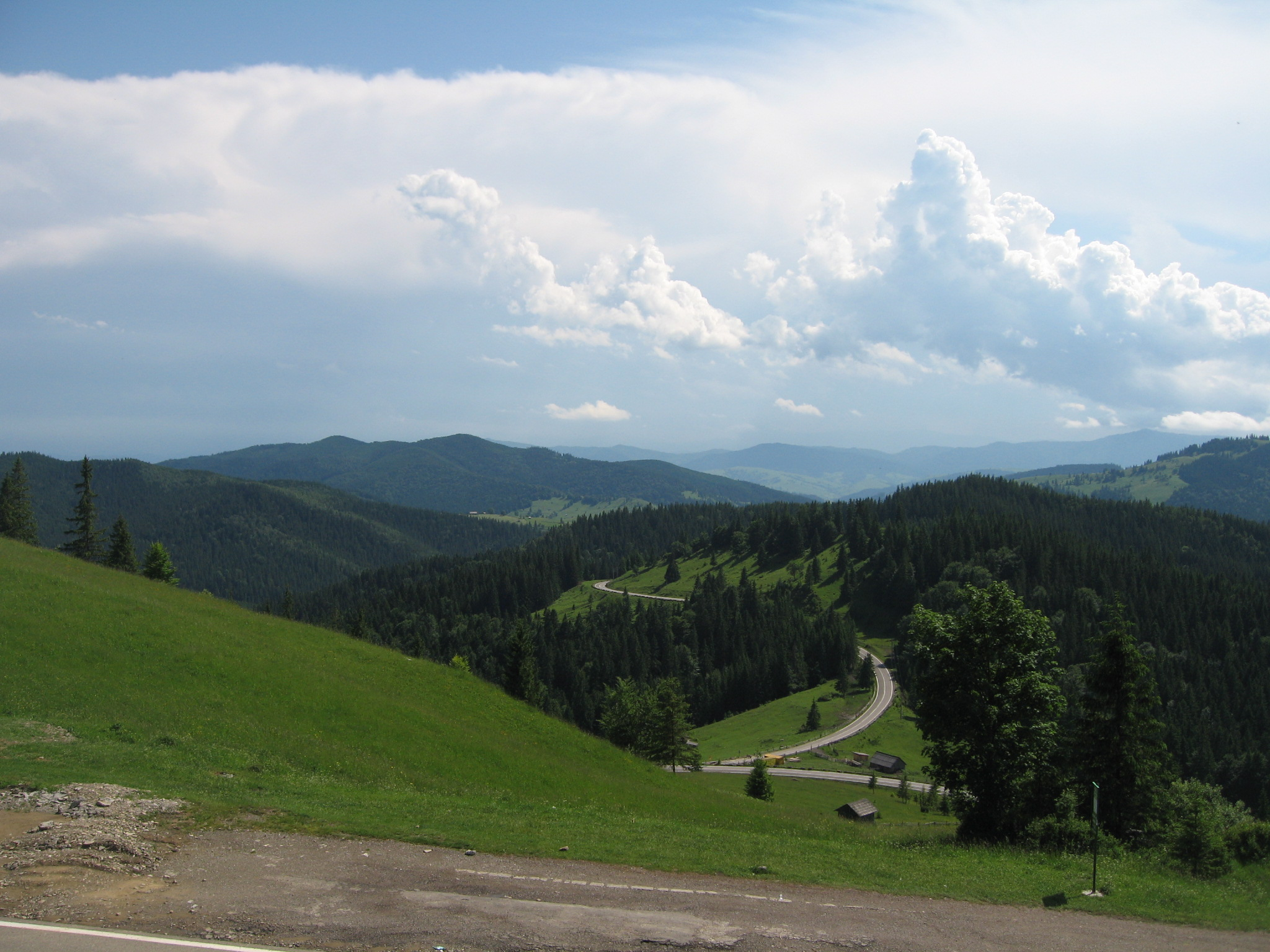
Peisaj bucovinean văzut de la Monumentul Drumarilor
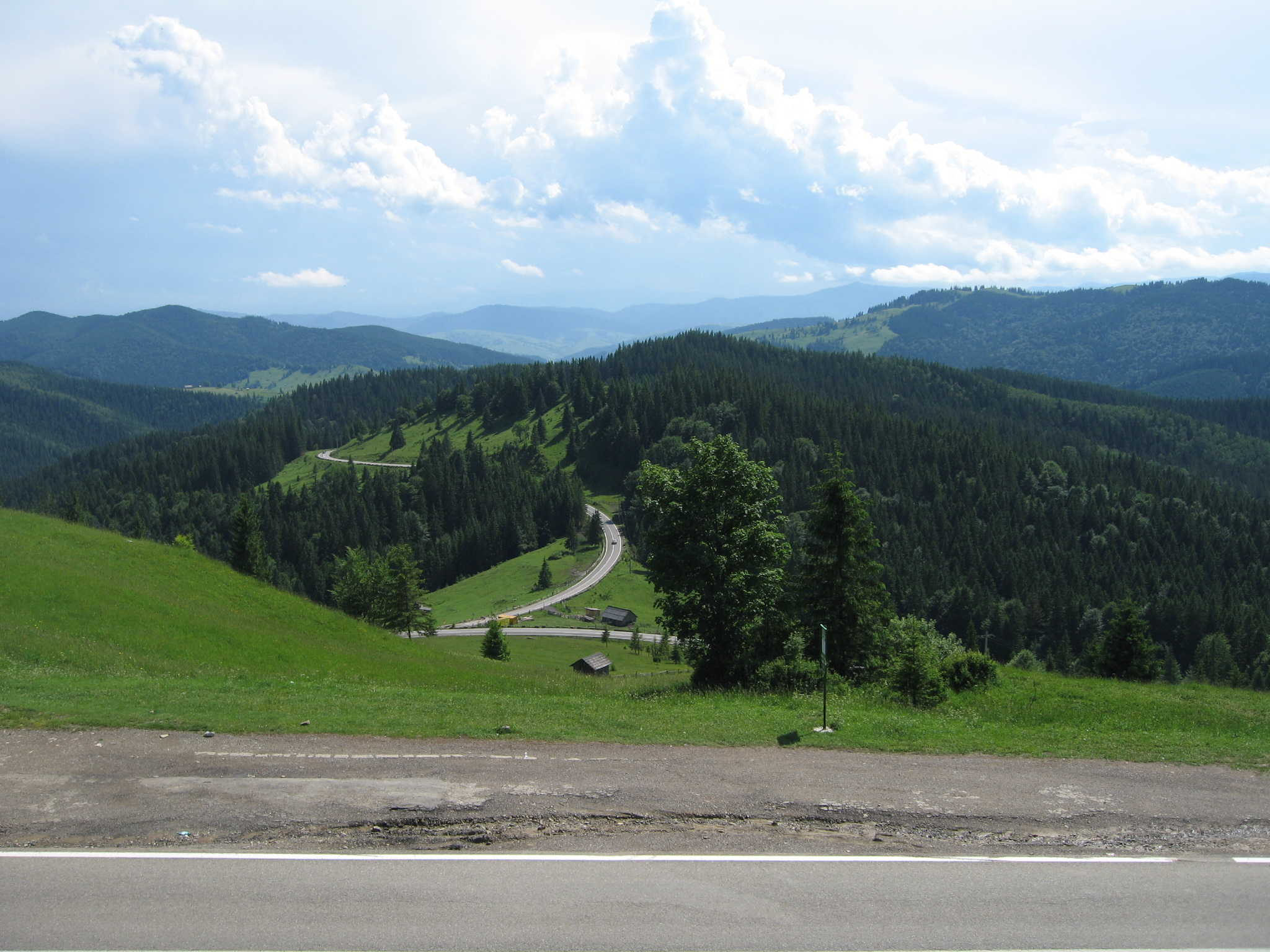
Peisaj bucovinean văzut de la Monumentul Drumarilor
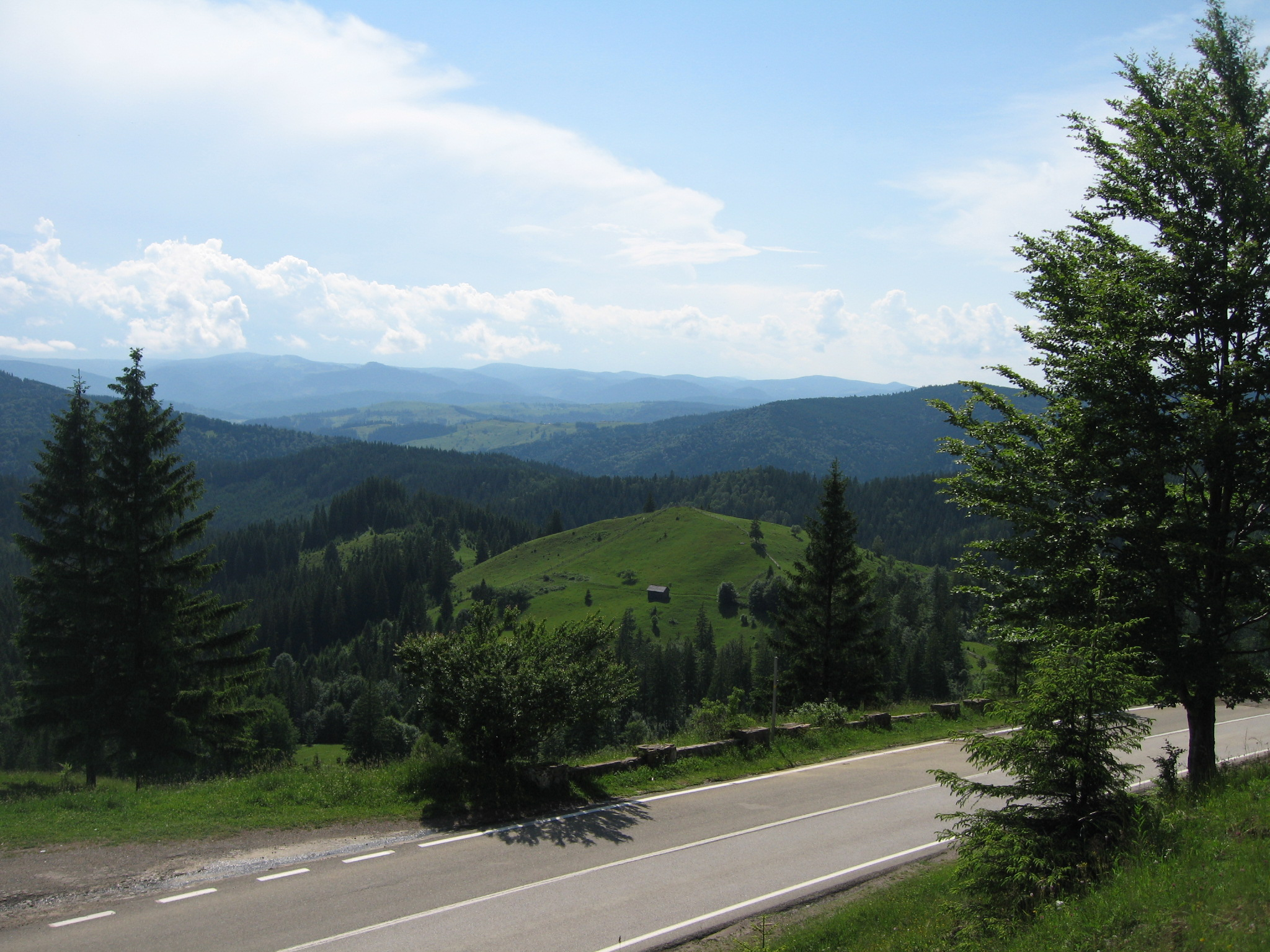
Peisaj bucovinean văzut de la Monumentul Drumarilor